# Ель-Соц

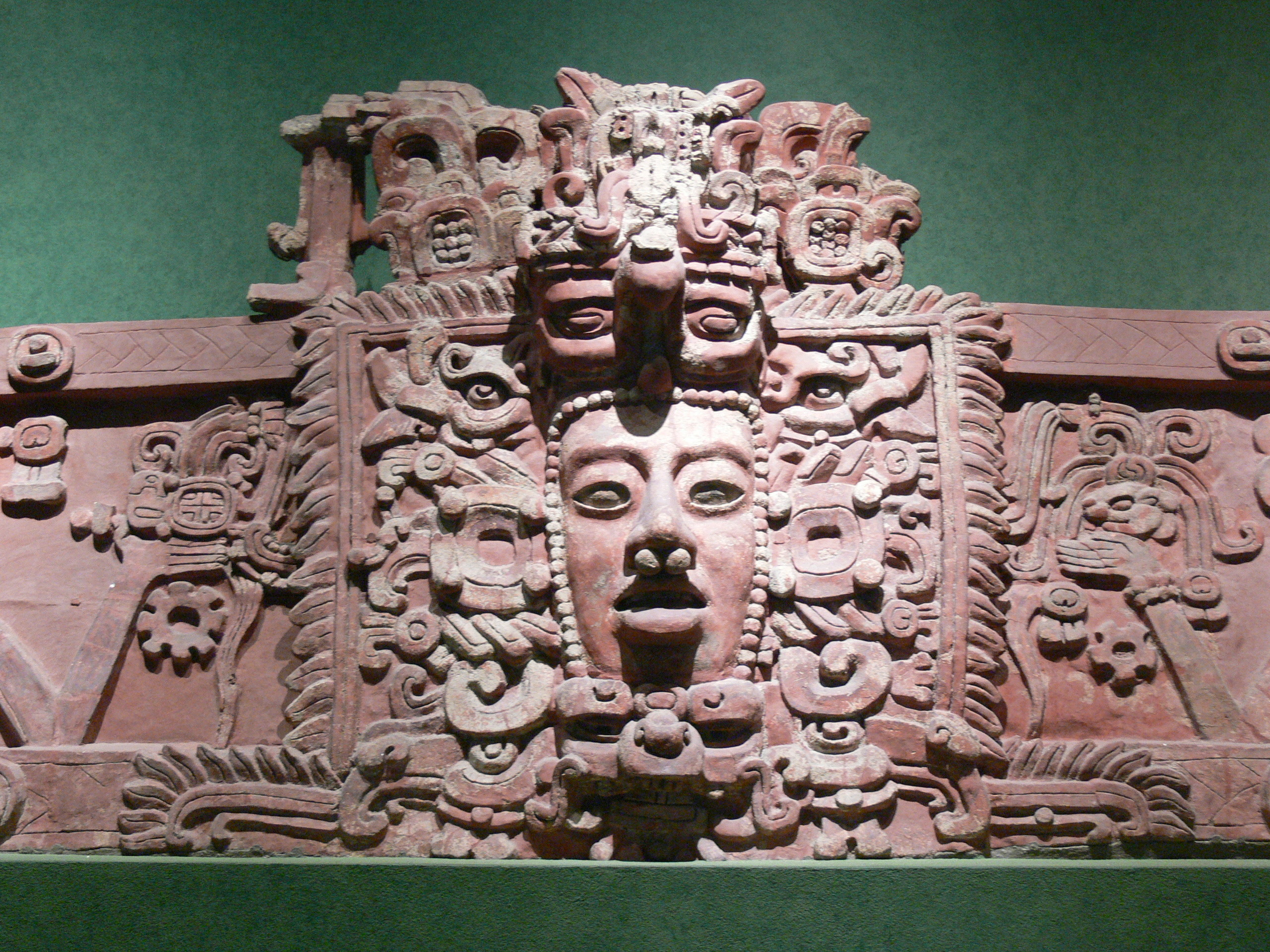
Маска мая

17°17′0″ пн. ш. 89°48′0″ зх. д. / 17.28333° пн. ш. 89.80000° зх. д.
Ель-Соц — археологічна пам'ятка цивілізації мая, що розташована за 20 км на захід від Тікаля таза 26 км від Уашактуна.

## Історія досліджень
Назву Ель-Соц (юкатек — Pa'Chan, кажан), місту дав Марко Антоніо Бейлі, коли він зайшов руїни у 1977 році, через велику кількість кажанів, що живуть у печерах довкола міста. Територія міста розташована в Національному парку Сан-Мігель, що межує з Національним парком Тікаль.
У 2010 році на вершині пагорба поруч з центром стародавнього міста, група американських археологів під керівництвом Стівена Г'юстона з Браунівського університету натрапила спочатку на деякі артефакти і людські останки. Вчені припустили, що піраміда могла служити містком між померлим похованим правителем та Сонцем. Потім було виявлено 13-метрову Піраміду Диявола. На її вершині розкопали руїни царського палацу та гробницю, яка можливо належала одному з перших володарів міста, що жив з 350-го по 400 рік н. е.
У 2016 році на пагорбі поруч з містом виявлено форт, що ймовірно відповідав за захист царського кварталу. Навколо Ель-Соцу за допомогою лазерної технології Лідар знайдено кілометри оборонних споруд.

## Опис
По боках храму розташовані півтораметрові маски з ліпнини, які уособлюють сонячне божество, що міняє протягом дня свої обличчя, інакше кажучи, що демонструє різні фази проходження світила по небу.
Піраміда Диявола — одне з найбільш розкішно декорованих будівель стародавньої Америки. Розкопки дозволять вченим по-новому поглянути на уявлення мая про небесні божества, про сонячне світило та їхній безпосередній зв'язок з володарями мая та їхніми династіями. Досі археологічні експедиції розчистили тільки 30 відсотків храму. Виходячи з попереднього досвіду, фахівці прийшли до висновку, що майже двометрові ліпні маски являють собою обробку основи піраміди, а нагорі розташовуються гладкі тераси. Маски виліплені з вражаючою майстерністю. Вони виконані в тривимірному зображенні, а гра світла і тіні надає їм особливу виразність. Пофарбовані в малиновий відтінок, який найбільше впадав у вічі при сході й заході сонця, вони ставали помітні вже здалеку, з дистанції в 25 кілометрів.
Незважаючи на те що зведення і обробка храму дорого обійшлися жителям міста, культова будівля використовувалося порівняно недовгий час. За словами археологів, тут знайдені докази того, що храм закинули вже в V столітті. Складається враження, що будівничі попросту покидали свої інструменти і зникли. Цілком можливо, це якось пов'язано із закінченням правління династії, заснованої похованим поблизу володарем.